# Ermita de la Soledad
L'ermita de la Soledad és a la sortida del poble de Somaén (municipi d'Arcos de Jalón, província de Sòria, Espanya), al costat del Jalón, en el camí que porta a Arcos, prop del túnel del ferrocarril. Va ser construïda el 1820 costejada per un tal Salazar.
Es tracta d'una construcció de planta de creu grega (braços iguals) amb una petita porxada o atri davant de l'entrada, amb sagristia sortint posterior. És de maçoneria amb reforços de carreus a les cantonades. Algunes de les seves pedres són d'arenisca blanca pel que han estat utilitzades perquè els veïns afilessin les seves eines contra les arestes de les cantonades, motiu que va originar el rètol “Es prohibeix afilar” que encara existeix.
La nau de l'església té una volta d'aresta que arriba des dels peus fins al creuer. A banda i banda d'aquest existeixen uns petits retaules barrocs flanquejats per columnes en els seus extrems i coronats per la representació de l'Esperit Sant amb la coloma dins d'un sol radiant. En el lateral de l'evangeli es venera la imatge de Santa Quitèria amb la palma martirial, patrona del poble que es passeja en processó el dia de la seva festa, el 22 de maig.
En la sagristia hi ha una petita escala que puja a un annex de la mateixa en la qual es guarda una sèrie d'estris i una imatge d'un Sant Antoni de Pàdua amb un nen en braços que sosté un rosari i que sembla que prové de l'antiga ermita de San Antonio que es troba al costat del molí a la sortida del poble en direcció a Arcos.